# Who's That Girl (film)
Who's That Girl is een komische film, geregisseerd door James Foley, met een hoofdrol voor Madonna. De film is losjes gebaseerd op de Amerikaanse film Bringing Up Baby, een screwball-komedie uit 1938.
De film zou eerst Slammer (gevangenis) heten, maar omdat de echtgenoot van Madonna, acteur Sean Penn, die zomer zelf in de cel zat, is die titel veranderd naar het nummer dat Madonna inmiddels had geschreven voor de filmmuziek.
De film is wereldwijd geflopt, maar het album met de filmmuziek was wel een groot succes. Hierop staan de Madonna-hits Causing a commotion, The look of love en natuurlijk de titelsong Who's that girl.

## Verhaal
Nikki Finn komt vrij uit de gevangenis waar ze vier jaar heeft doorgebracht voor een misdrijf dat ze niet gepleegd heeft.
Samen met haar reclasseringsambtenaar gaat ze aan de slag om haar onschuld te bewijzen.

## Rolverdeling
| Acteur          | Personage         |
| --------------- | ----------------- |
| Madonna         | Nikki Finn        |
| Griffin Dunne   | Loudon Trott      |
| Bibi Besch      | Ms. Worthington   |
| John McMartin   | Simon Worthington |
| John Mills      | Montgomery Bell   |
| Haviland Morris | Wendy Worthington |
| Coati Mundi     | Raoul             |
| Drew Pillsbury  | Detective Doyle   |
| Robert Swan     | Detective Bellson |
| Dennis Burkley  | Benny             |
| James Dietz     | Buck              |
| poema Murray    |                   |